# Origanum isthmicum
Origanum isthmicum là một loài thực vật có hoa trong họ Hoa môi. Loài này được Danin mô tả khoa học đầu tiên năm 1969.